# Camjac
Camjac – miejscowość i gmina we Francji, w regionie Oksytania, w departamencie Aveyron. W 2013 roku jej populacja wynosiła 594 mieszkańców. Przez gminę przepływa rzeka Viaur. 

## Zabytki
Zabytki w miejscowości posiadające status monument historique:
- zamek w osadzie Le Bosc (fr. Château du Bosc)